# Borsthof
Borsthof ist ein Wohnplatz im Stadtteil Rindelbach von Ellwangen im Ostalbkreis in Baden-Württemberg.

## Beschreibung
Der Ort befindet sich etwa drei Kilometer westlich von Rindelbach und etwa fünf Kilometer nordwestlich der Ellwanger Altstadt. Naturräumlich liegt der Ort in den Ellwanger Bergen.

## Geschichte
Der Ort hieß früher auch „Vordersteinbühl“ (im Gegensatz zu dem benachbarten Hintersteinbühl) und ist vermutlich identisch mit dem 1337 genannten „zem kleinen Steininbühel“.